# Balthayock Castle

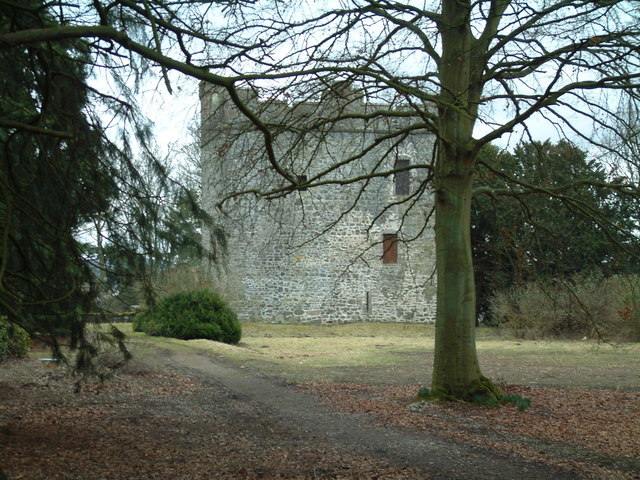
Balthayock Castle

Balthayock Castle, auch Tower of Balthayock, ist ein Wohnturm etwa fünf Kilometer östlich von Perth in der schottischen Counil Area Perth and Kinross. Der Ende des 14. Jahrhunderts erbaute Turm bedeckt eine Fläche von 15,6 Metern × 11,1 Metern und hat sehr dicke Mauern.

## Geschichte
Balthayock Castle soll bereits seit der Zeit König Wilhelm I. (1165–1214) der Familie Blair gehört haben. Bis 1870 lag es in Ruinen. Dann ließ es der damalige Besitzer restaurieren, indem er die heutigen Zinnen, ein modernes Dach, ein Caphouse und eine Außentreppe zum Eingang anbringen und auch das Innere verändern ließ. Der Turm war nur bis zur Mitte des 20. Jahrhunderts bewohnt. Heute ist er unbewohnt, aber in gutem Zustand. Historic Scotland hat ihn als historisches Bauwerk der Kategorie B gelistet. 1870 wurde nordöstlich das Herrenhaus Balthayock House errichtet.

## Architektur
Die Mauern der Burg sind fast drei Meter dick und bestehen aus Sandstein und Bruchstein. Auf der Ostseite ist an der Seite der steinernen Treppe ein Wappen eingeschnitten, dass die Jahreszahl 1370 trägt. Ein weiteres Wappen mit den Initialen AB (Blair) GM und der Jahreszahl 1578 findet man an Südostecke über einem Durchgang. Die Zahnung im Gebäude weist auf das Vorhandensein einer Schutzmauer oder Barbakane hin. Der Hauptblock der Burg hat drei Vollstockwerke und ein Dachgeschoss, der Anbau zwei Vollgeschosse. Im Obergeschoss des Anbaus befinden sich ein Schlafgemach und der Rittersaal. 1870 wurde der Turm durch eine Brüstung mit Zinnen, eine Außentreppe und ein Caphouse umgestaltet.